# Sheffield Wednesday F.C.
Sheffield Wednesday Football Club engleski je nogometni klub iz Sheffielda, South Yorkshire. Trenutno igra u Championshipu, drugom rangu engleskog nogometa.
Klub je osnovan 1867. godine, što ga čini jednim od najstarijih nogometnih klubova na svijetu i drugim najstarijim profesionalnim klubom u Engleskoj. Prvobitno je igrao u ligi Football Alliance, koju je osvojio već u prvoj sezoni, a 1892. godine postao je član Football Leaguea. Tijekom svoje povijesti, četiri puta je osvojio FA Cup.
Poznat je pod nadimkom The Owls (Sove), a tradicionalne klupske boje su plava i bijela. Domaće utakmice igra na Hillsborough Stadiumu.